# 大韓イエス教長老会 (合同)
大韓イエス教長老会（合同）（だいかんイエスきょうちょうろうかい（ごうどう））は、大韓民国のキリスト教長老派の教団のひとつ。
韓国では代表的な保守教団とみなされている。信徒数は約300万人（2013年）。
1959年、エキュメニカル運動を推進する世界教会協議会（WCC）への参加を巡り、大韓イエス教長老会が賛成派（統合派）と反対派（合同派）に分裂した。本項で扱う合同派の正式名称は「大韓イエス教長老会総会」（英語名称: The General Assembly of Presbyterian Church in Korea、略称: GAPCK）である。長老会系他派と区別するための略称として、韓国では「예장합동」、日本では「合同GAPCK」などが用いられる。

## 歴史

### 前史
朝鮮における長老派教会の歴史は、1884年の米国のH・N・アレン牧師入国に始まる。翌1885年にはアメリカ合衆国長老教会（北長老教会、PCUSA）のH・G・アンダーウッド牧師が朝鮮に入っている。朝鮮における長老派の教団組織は1912年に平壌で「朝鮮耶蘇教長老会総会」として結成された。
1947年、南部朝鮮における長老派の教団組織は「朝鮮イエス教長老会総会」を再建、1949年に大韓イエス教長老会に改称している。しかし、出獄聖徒（日本統治下における神社参拝を拒絶し投獄された人々）を中心とする人々が高神派 (ko:대한예수교장로회(고신)) として分かれ、自由主義神学派の人々が韓国基督教長老会を組織して分かれた。

### 統合派と合同派の分離
エキュメニカル運動を進める世界教会協議会（WCC）への加入をめぐり、韓景職牧師を中心とする加入賛成派（統合派）と、朴亨龍牧師を中心とする加入反対派（合同派）が対立。加入反対派（合同派）は1959年に単独で総会を開き、統合派と分かれた。

## 神学
合同派の神学は、正統的な改革主義（清教徒的な改革主義）に立っており、ウェストミンスター信仰告白、ウェストミンスター大教理問答、ウェストミンスター小教理問答が標準とされている。

## 組織
教団が発表している教勢は以下の通り（2013年現在）。
- 老会：141
- 教会：1万1538か所
- 教役者：3万0189名
- 信徒: 301万5813名

神学教育機関として、以下の神学大学を持つほか、9つの地方神学校を運営する。
- 総神大学校（ソウル特別市銅雀区）
- カルビン大学校（京畿道龍仁市）
- 大神大学校 (ko:대신대학교) （慶尚北道慶山市）
- 光神大学校 (ko:광신대학교) （光州広域市北区）

教団本部はソウル特別市江南区にある。
機関紙は『基督新聞』 (ko:기독신문) 。総会世界宣教会（GMS）は韓国の教会の中でも大規模なもので、2013年現在で99か国に2042人の宣教師が派遣されている。

## 他組織との関係
韓国国内では、韓国基督教総連合会 (ko:한국기독교총연합회) に加入している。
米国のPresbyterian Church in America（PCA）や正統長老教会（OPC）と交流を持っている。